# Exposed (Adrian Wagner)
Exposed is een verzamelalbum van Adrian Wagner uit 1995. Het album bevat een aantal tracks die op andere studioalbums stonden, maar ook een half uur aan muziek die hij componeerde voor films en televisieprogramma’s.

## Musici
- Adrian Wagner – toetsinstrumenten.

## Tracklist
Allen van Wagner

| Nr. | Titel                                                                 | Duur |
| --- | --------------------------------------------------------------------- | ---- |
| 1.  | The Call (van album Karming the Elements)                             | 7:04 |
| 2.  | Hot Nights in the Bush                                                | 2:30 |
| 3.  | In the Shadow of the City (muziek van theaterproject)                 | 2:04 |
| 4.  | Earthrise (van The Albient Collection volume 1)                       | 5:06 |
| 5.  | Salmon Leap                                                           | 2:18 |
| 6.  | The Day of the Elephant                                               | 1:14 |
| 7.  | Amazon Revisited (BBC TV documentaire Mafia Wars)                     | 1;29 |
| 8.  | Mafia Wars (BBC TV documentaire)                                      | 2:49 |
| 9.  | Driving Force (hommage aan Ayrton Senna)                              | 2:58 |
| 10. | Inti Warmis (van The Last Inca)                                       | 3:16 |
| 11. | Further and further in ... (van Merak)                                | 4:16 |
| 12. | On the Eastern Trail (BBC documentaire We keep you here forever)      | 1:06 |
| 13. | Thailight (idem)                                                      | 0:25 |
| 14. | The Great Reef                                                        | 1:52 |
| 15. | Rio/Rio                                                               | 2:13 |
| 16. | Marathon                                                              | 3:23 |
| 17. | Sunrise (van Distances between Us)                                    | 4:13 |
| 18. | Fire Dance (van Karming the Elements)                                 | 6:31 |
| 19. | Moving (theatermuziek voor Hong Kong)                                 | 1:29 |
| 20. | Captain Slaughterboard (theatermuziek voor verhaal van Mervyn Peake)  | 1:10 |
| 21. | The Olympiad (Transworld Sports)                                      | 3:41 |
| 22. | The Wasteland (van The Holy Spirit and the Holy Trail)                | 4:27 |
| 23. | The Vision (idem)                                                     | 3:54 |
| 24. | Suffer the Children (idem)                                            | 3:41 |
| 25. | The Procession of the Grail Keepers (van Ambient Collection volume 1) | 2:41 |